# Thelcticopis quadrimunita
Thelcticopis quadrimunita är en spindelart som först beskrevs av Embrik Strand 1911.  Thelcticopis quadrimunita ingår i släktet Thelcticopis och familjen jättekrabbspindlar. Inga underarter finns listade i Catalogue of Life.